# Molycria quadricauda
Molycria quadricauda är en spindelart som först beskrevs av Simon 1908.  Molycria quadricauda ingår i släktet Molycria och familjen Prodidomidae. Inga underarter finns listade i Catalogue of Life.